# Luis Sánchez-Harguindey
Luis Sánchez-Harguindey Pimentel (Santiago de Compostela, 28 de julio de 1935 - Madrid, 1 de junio de 2003) fue médico y político español afincado en Madrid donde ejerció su actividad hasta su fallecimiento.

## Médico
En la capital gallega se licenció en Medicina con la calificación de sobresaliente. Ya en Madrid, y bajo tutela del doctor Carlos Jiménez Díaz, se especializó en Patología General y recibió los títulos de médico especialista del Aparato circulatorio y el de médico especialista en Medicina Interna.
Luis Sánchez-Harguindey obtuvo la plaza de jefe de Cardiología del Hospital Clínico San Carlos de Madrid por concurso nacional de méritos, cargo que ejerció hasta su fallecimiento.
Director del Colegio Mayor de Graduados Menéndez Pelayo y vocal de la Junta de Gobierno de la Universidad Complutense de Madrid, mantuvo vinculación con la docencia como profesor asociado de la Facultad de Medicina de la Universidad Complutense. Es autor de más de un centenar de publicaciones relativas a su especialidad. 
Fue miembro de la Sociedad Española de Cardiología y Correspondiente de la portuguesa, de la Comisión Interministerial para la Reforma Sanitaria y de la Mesa de Hospitales del Colegio de Médicos de Madrid. Ostentó, hasta su fallecimiento, la presidencia del Instituto Cardiovascular del Hospital Clínico San Carlos. 
Entre otras condecoraciones, está en posesión de la Gran Cruz del Mérito Civil de Sanidad y la Insignia de Oro de la Universidad de Santiago de Compostela.

## Político

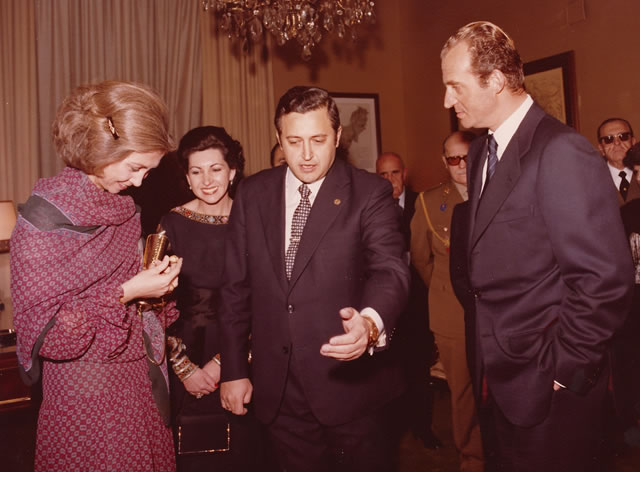
S.-Harguindey en recepción oficial a los reyes de España. Granada, 1980.

En sus años universiatarios se convirtió en el primer Jefe del Sindicato Español Universitario (SEU) no afiliado a Falange Española.
Posteriormente y ya con el gobierno de Adolfo Suárez, ocupó los cargos de gobernador civil de Granada, Subgobernador Civil de Madrid, Secretario de Estado de Sanidad y Subsecretario del Interior.
Durante el intento de golpe de Estado del 23-F y con el ministro de Interior, Juan José Rosón y el presidente del gobierno retenidos por el coronel Tejero en hemiciclo, Luis Sánchez-Harguindey, como Subsecretario de Interior y el entonces Director de la Seguridad del Estado, Francisco Laína, asumieron la responsabilidad de dirigir el gobierno interino, la denominada Comisión de Subsecretarios, que gestionaría durante las siguientes horas la crisis política abierta por los golpistas.
Entre marzo y diciembre de 1981 fue Secretario de Estado de Sanidad.
Como reconocimiento a su relevante actuación en defensa del orden constitucional, Luis Sánchez-Harguindey recibió la Medalla del Orden del Mérito Constitucional a título póstumo el 18 de febrero de 2011.
Familiares 
Luis Sánchez-Harguindey pertenecía a una familia de grandes médicos como son Juan Sánchez-Harguindey (Ginecólogo) y José María Sánchez-Harguindey, una familia de muchos hermanos nacidos en Santiago de Compostela.

## Fallecimiento
Luis Sánchez-Harguindey falleció en Madrid el 1 de junio de 2003.